# Relaciones Timor Oriental-Venezuela
Las relaciones Timor Oriental-Venezuela se refieren a las relaciones internacionales que existen entre Timor Oriental y Venezuela.

## Historia
Para 2021, Timor Oriental era uno de los 9 países en el Pacífico con los Venezuela que mantenía relaciones diplomáticas.

## Misiones diplomáticas
- Venezuela cuenta con una embajada concurrente en Canberra, Australia.[2]